# 曲奇 (遊戲)
《曲奇》是烹饪题材清版射击游戏，由Ultimate Play the Game开发，并于1983年独占发行于ZX Spectrum。游戏中，大厨查理要烘培蛋糕，但五种食材有了知覺，企圖逃离食品間，需要查理抓回他们。遊戲由克里斯·斯塔姆设计，蒂姆·斯塔姆制作画面。游戏发售后评价毁誉参半，评论家稱讚游戏画面，但批评遊戲难度过高且和《Pssst》雷同。

## 玩法
游戏采用2D视角，主角大厨查理需收集產生知覺的食材烘培蛋糕。食材有五种，分别是混合果皮、矮胖巧克力、狡猾奶酪、鬼祟食糖和上校蛋挞。他们跳出食品储藏室，企图躲開玩家。
玩家以三条生命开始游戏。螢幕中幾個食材飛來飛去，玩家要讓他們進入烹飪碗，避免其落入旁邊的垃圾桶，或是接觸到自己。玩家如果碰上食材，將扣除一條生命。大廚查理可投擲麵粉袋打退食材。遊戲亦可安置麵粉炸彈，效果相當與強化麵粉袋，將食材推得更遠。每關都對應一種食材，玩家需將相應食材收入碗中。當各關收集到足夠的材料時，蛋糕烘培完成，進入新一級遊戲。

## 開發
《曲奇》BBC Micro版原計畫於1984年推出，但終未商業發行。
《曲奇》是少數幾款同時推出ROM版的Spectrum遊戲，普通磁帶載入遊戲需要幾分鐘，而透過Interface 2讀取ROM能「瞬間」載入遊戲。
遊戲以「瘋狂廚房」名義在義大利推出，以「Chef, Lo」名義在加泰隆行銷。

## 評價
《撞擊》的马修·乌芬德尔總體稱讚《曲奇》，但認為和首發綑綁本作的《Tranz Am》相比，顯得黯然失色。乌芬德尔稱，遊戲使人著迷亦值得挑戰，但和前作《Pssst》雷同。《撞擊》的劳埃德·曼格拉姆認為，遊戲遭忽略與低估，但也稱這是Ultimate開發的最難遊戲。曼格拉姆誇讚道，因為有知覺的食材，遊戲畫面細緻、流暢且「有趣」。《家用電腦周刊》的評論給予畫面和聲音好評，稱之「完全達到Ultimate的水準」。
《Sinclair用戶》評道，畫面達「街機與卡通」品質但設計不佳，幾關過後玩家便無興致。然而，芒汉稱讚了重玩性，表示遊戲很有趣且容易上手。《Sinclair用戶》稱，消費者對遊戲的第一印象很重要，因為和《Pssst》相似，玩家可能會覺得受騙。

## 外部連結
- Ultimate Wurlde上的Cookie